# Winter Garden (альбом)
Winter Garden  — специальный зимний проект SM Entertainment, которые включают в себя три рождественских сингла от их артисток, БоА, f(x) и Red Velvet. Три сингла были выпущены в разные даты: f(x) выпустили первую песню 15 декабря, Red Velvet 18 декабря и БоА 22 декабря.

## Предпосылки и релиз
SM Entertainment впервые анонсировали зимний сингл-проект через свой аккаунт в Twitter 4 декабря, а на тизере изображены три цифры: «15», «18» и «22».  Позже компания подтвердили участие гёрл-группы f(x) в качестве первого из трех артистов S.M Entertainment в проекте, а числами были даты выхода трех синглов. 7 декабря был выпущен еще один тизер с тремя разными буквами: «F», «R» и «B». Затем было объявлено, что двумя последними артистами были Red Velvet и БоА.
Первой песней, которая была выпущена, была песня f(x) «12:25 (Wish List)» 15 декабря и 14 декабря, S.M. Entertainment объявили, что название сингла Red Velvet будет «Wish Tree».

## Промоушен
SM Entertainment выпустил тизщеры песен через их приложение для обмена видео, Everyshot. Компания также пригласила фанатов присоединиться к их событию лиги Everyshot WINTER GARDEN, где фанаты могут делать видео с тизерами трех песен, которые они выпустили, и загружать их через приложение. Конкурс будет проходил с 12 по 31 декабря.
Для дальнейшего продвижения трех синглов Луна и Эмбер из f(x), Сыльги и Венди из Red Velvet приняли участие в часовом шоу, которое транслировалось в приложении Naver V за час до выхода сингла Red Velvet. Четыре девушки обсуждали деятельность своих групп в прошлом году и рекламировали синглы, в том числе и BoA. Red Velvet также исполнили «Wish Tree» вживую на Music Bank 25 декабря.

## Синглы
«12:25 (Wish List)» (кор: 12 시 25 분) — электро-поп-песня, выпущенная 15 декабря гёрл-группой f(x).
«Wish Tree» (кор: 세가지 소원; ром: Segaji Sowon lit. Three Wishes) — выпущен 18 декабря гёрл-группой Red Velvet. SM Entertainment заявил, что песня поп-баллада с теплым чувством и акустическим звуком.
«Christmas Paradise» — R&B песня, выпущенная 22 декабря певицей БоА.

## Музыкальное видео
22 декабря SM Entertainment выпустили музыкальное видео для каждой песни для своей кампании «Smile for».